# Primera División de Andorra 2002-03
La Primera División de Andorra 2002-03 (oficialmente y en catalán: Primera Divisió de Andorra 2002-03) fue la 8va edición del campeonato de la máxima categoría de fútbol del Principado de Andorra. Estuvo organizada por la Federación Andorrana de Fútbol y fue disputada por 9 equipos. Comenzó el 14 de septiembre de 2002 y finalizó el 3 de mayo de 2003.
FC Santa Coloma consiguió el segundo título en la categoría después de igualar sin goles ante el vigente campeón Encamp, a una fecha del final del torneo. Por otro lado, Sporting Club d'Escaldes, como peor equipo de la fase regular, y Cerni, último en la Ronda por la permanencia, perdieron la categoría y descendieron a la Segona Divisió.

## Ascensos y descensos
| Pos. | Descendido de 1.ª División |
| ---- | -------------------------- |
| –.º  | No hubo                    |

| Pos. | Ascendido de 2.ª División |
| ---- | ------------------------- |
| 2.º  | Cerni                     |

## Sistema de competición
El campeonato constó de dos fases:
En la fase regular, los nueve equipos se enfrentaron entre sí bajo el sistema de todos contra todos a dos ruedas, completando un total de 16 fechas. Una vez finalizada dicha instancia, el equipo ubicado en la última posición descendió directamente a la Segunda División. Posteriormente, los cuatro equipos con mayor cantidad de puntos participaron de la Ronda por el campeonato, mientras que los cuatro ubicados entre el quinto y el octavo puesto disputaron la Ronda por la permanencia. Los ocho clubes comenzaron su participación en la siguiente instancia con el puntaje final obtenido en la fase regular.
Los cuatro clubes que participaron de la Ronda por el campeonato volvieron a enfrentarse entre sí, todos contra todos, a doble rueda. El equipo que acumuló más puntos entre las dos fases se consagró campeón y accedió a la ronda previa de la Copa de la UEFA 2003-04. Asimismo, el subcampeón clasificó a la primera fase de la Copa Intertoto de la UEFA 2003.
Por otro lado, los cuatro equipos participantes de la Ronda por la permanencia se enfrentaron entre sí, todos contra todos, a doble rueda. Aquel que logró menor puntaje a lo largo de las dos fases descendió directamente a la Segunda División.
En todas las fases, las clasificaciones se establecieron a partir de los puntos obtenidos en cada encuentro, otorgando tres por partido ganado, uno por empatado y ninguno en caso de derrota. En caso de igualdad de puntos entre dos o más equipos, se aplicaron, en el mencionado orden, los siguientes criterios de desempate:
1. Mayor cantidad de puntos en los partidos entre los equipos implicados;
2. Mejor diferencia de goles en los partidos entre los equipos implicados;
3. Mayor cantidad de goles a favor en los partidos entre los equipos implicados;
4. Mejor diferencia de goles en toda la temporada;
5. Mayor cantidad de goles a favor en toda la temporada.

## Equipos participantes
| Equipo                   | Ciudad                  |
| ------------------------ | ----------------------- |
| Cerni                    | La Massana              |
| Encamp                   | Encamp                  |
| Inter Club d'Escaldes    | Las Escaldas-Engordany  |
| Lusitanos                | Andorra la Vieja        |
| Principat                | San Julián de Loria     |
| Rànger's                 | San Julián de Loria     |
| Sant Julià               | San Julián de Loria     |
| FC Santa Coloma          | Santa Coloma de Andorra |
| Sporting Club d'Escaldes | Las Escaldas-Engordany  |

| \| Parroquia \| N.º \| Equipos \| \| ---------------------- \| --- \| ----------------------------------------------- \| \| San Julián de Loria \| 3 \| Principat; Rànger's; Sant Julià \| \| Andorra la Vieja \| 2 \| Lusitanos; FC Santa Coloma \| \| Las Escaldas-Engordany \| 2 \| Inter Club d'Escaldes; Sporting Club d'Escaldes \| \| Encamp \| 1 \| Encamp \| \| La Massana \| 1 \| Cerni \| |     |                                                 |
| Parroquia | N.º | Equipos                                         |
| San Julián de Loria | 3   | Principat; Rànger's; Sant Julià                 |
| Andorra la Vieja | 2   | Lusitanos; FC Santa Coloma                      |
| Las Escaldas-Engordany | 2   | Inter Club d'Escaldes; Sporting Club d'Escaldes |
| Encamp | 1   | Encamp                                          |
| La Massana | 1   | Cerni                                           |

## Fase regular

### Clasificación
|  |    | Equipos                      | PJ | PG | PE | PP | GF | GC  | Dif | Pts |
|  | -- | ---------------------------- | -- | -- | -- | -- | -- | --- | --- | --- |
|  | 1. | FC Santa Coloma              | 16 | 13 | 3  | 0  | 51 | 8   | +43 | 42  |
|  | 2. | Encamp                       | 16 | 10 | 4  | 2  | 49 | 10  | +39 | 34  |
|  | 3. | Sant Julià                   | 16 | 9  | 3  | 4  | 57 | 17  | +40 | 30  |
|  | 4. | Inter Club d'Escaldes        | 16 | 8  | 2  | 6  | 30 | 33  | -3  | 26  |
|  | 5. | Principat                    | 16 | 6  | 5  | 5  | 32 | 25  | +7  | 23  |
|  | 6. | Lusitanos                    | 16 | 7  | 1  | 8  | 44 | 33  | +11 | 22  |
|  | 7. | Rànger's                     | 16 | 6  | 3  | 7  | 39 | 39  | 0   | 21  |
|  | 8. | Cerni                        | 16 | 2  | 1  | 13 | 17 | 63  | -46 | 7   |
|  | 9. | Sporting Club d'Escaldes (D) | 16 | 0  | 0  | 16 | 10 | 101 | -91 | 0   |

|  | Clasificado a la Ronda por el campeonato.  |
|  | Clasificado a la Ronda por la permanencia. |
|  | Descendido a la Segona Divisió.            |

| (D) Descendido |

#### Evolución de la clasificación
| Jornada / Equipo         | 1 | 2 | 3 | 4 | 5 | 6 | 7 | 8 | 9 | 10 | 11 | 12 | 13 | 14 | 15 | 16 | 17 | 18 |
| Jornada / Equipo         |   |   |   |   |   |   |   |   |   |    |    |    |    |    |    |    |    |    |
| ------------------------ | - | - | - | - | - | - | - | - | - | -- | -- | -- | -- | -- | -- | -- | -- | -- |
| FC Santa Coloma          | 2 | 1 | 1 | 2 | 1 | 1 | 1 | 1 | 1 | 1  | 1  | 1  | 1  | 1  | 1  | 1  | 1  | 1  |
| Encamp                   | 4 | 2 | 3 | 3 | 3 | 4 | 4 | 3 | 3 | 4  | 4  | 2  | 2  | 3  | 3  | 2  | 2  | 2  |
| Sant Julià               | 5 | 4 | 2 | 1 | 2 | 3 | 2 | 2 | 2 | 2  | 2  | 3  | 3  | 4  | 4  | 4  | 3  | 3  |
| Inter Club d'Escaldes    | 3 | 6 | 4 | 4 | 4 | 2 | 5 | 5 | 4 | 3  | 3  | 4  | 4  | 2  | 2  | 3  | 4  | 4  |
| Principat                | 6 | 7 | 7 | 5 | 7 | 5 | 3 | 4 | 6 | 6  | 6  | 7  | 6  | 7  | 7  | 5  | 5  | 5  |
| Lusitanos                | 1 | 3 | 5 | 6 | 5 | 6 | 6 | 7 | 7 | 7  | 7  | 6  | 7  | 6  | 6  | 7  | 6  | 6  |
| Rànger's                 | 8 | 8 | 8 | 8 | 6 | 7 | 7 | 6 | 5 | 5  | 5  | 5  | 5  | 5  | 5  | 6  | 7  | 7  |
| Cerni                    | 7 | 5 | 6 | 7 | 8 | 8 | 8 | 8 | 8 | 8  | 8  | 8  | 8  | 8  | 8  | 8  | 8  | 8  |
| Sporting Club d'Escaldes | 9 | 9 | 9 | 9 | 9 | 9 | 9 | 9 | 9 | 9  | 9  | 9  | 9  | 9  | 9  | 9  | 9  | 9  |

| 1. 2. |

### Resultados

#### Primera vuelta
| Sporting Club d'Escaldes | 0 - 15 | Lusitanos |  | 14 de septiembre |
| Inter Club d'Escaldes    | 3 - 1  | Cerni     |  | 14 de septiembre |
| Encamp                   | 2 - 1  | Principat |  | 14 de septiembre |
| FC Santa Coloma          | 4 - 1  | Rànger's  |  | 14 de septiembre |
| Libre: Sant Julià        |        |           |  |                  |

| Cerni            | 3 - 1 | Sporting Club d'Escaldes |  | 21 de septiembre |
| Principat        | 1 - 2 | Sant Julià               |  | 21 de septiembre |
| Rànger's         | 0 - 2 | Encamp                   |  | 21 de septiembre |
| FC Santa Coloma  | 5 - 1 | Inter Club d'Escaldes    |  | 21 de septiembre |
| Libre: Lusitanos |       |                          |  |                  |

| Sporting Club d'Escaldes | 0 - 3 | FC Santa Coloma |  | 28 de septiembre |
| Inter Club d'Escaldes    | 3 - 2 | Encamp          |  | 28 de septiembre |
| Lusitanos                | 0 - 9 | Sant Julià      |  | 28 de septiembre |
| Principat                | 2 - 2 | Rànger's        |  | 28 de septiembre |
| Libre: Cerni             |       |                 |  |                  |

| Cerni                  | 0 - 5 | Sant Julià               |  | 5 de octubre  |
| Lusitanos              | 1 - 2 | Principat                |  | 5 de octubre  |
| Encamp                 | 7 - 0 | Sporting Club d'Escaldes |  | 5 de octubre  |
| Rànger's               | 1 - 1 | Inter Club d'Escaldes    |  | 12 de octubre |
| Libre: FC Santa Coloma |       |                          |  |               |

| Sporting Club d'Escaldes | 0 - 6 | Rànger's              |  | 19 de octubre |
| Cerni                    | 3 - 6 | Lusitanos             |  | 19 de octubre |
| Principat                | 1 - 1 | Inter Club d'Escaldes |  | 19 de octubre |
| Sant Julià               | 1 - 2 | FC Santa Coloma       |  | 19 de octubre |
| Libre: Encamp            |       |                       |  |               |

| Inter Club d'Escaldes | 4 - 1 | Sporting Club d'Escaldes |  | 26 de octubre |
| Lusitanos             | 1 - 2 | FC Santa Coloma          |  | 26 de octubre |
| Principat             | 2 - 1 | Cerni                    |  | 26 de octubre |
| Sant Julià            | 0 - 0 | Encamp                   |  | 26 de octubre |
| Libre: Rànger's       |       |                          |  |               |

| Sporting Club d'Escaldes     | 0 - 10 | Principat  |  | 2 de noviembre |
| Encamp                       | 0 - 0  | Lusitanos  |  | 2 de noviembre |
| Rànger's                     | 2 - 2  | Sant Julià |  | 2 de noviembre |
| FC Santa Coloma              | 3 - 0  | Cerni      |  | 2 de noviembre |
| Libre: Inter Club d'Escaldes |        |            |  |                |

| Cerni                           | 1 - 4 | Encamp                |  | 9 de noviembre |
| Lusitanos                       | 0 - 1 | Rànger's              |  | 9 de noviembre |
| Principat                       | 0 - 5 | FC Santa Coloma       |  | 9 de noviembre |
| Sant Julià                      | 5 - 1 | Inter Club d'Escaldes |  | 9 de noviembre |
| Libre: Sporting Club d'Escaldes |       |                       |  |                |

| Sporting Club d'Escaldes | 1 - 4 | Sant Julià |  | 23 de noviembre |
| Inter Club d'Escaldes    | 3 - 0 | Lusitanos  |  | 23 de noviembre |
| Rànger's                 | 9 - 1 | Cerni      |  | 23 de noviembre |
| FC Santa Coloma          | 1 - 1 | Encamp     |  | 23 de noviembre |
| Libre: Principat         |       |            |  |                 |

#### Segunda vuelta
| Cerni             | 0 - 1 | Inter Club d'Escaldes    |  | 30 de noviembre |
| Lusitanos         | 5 - 1 | Sporting Club d'Escaldes |  | 30 de noviembre |
| Principat         | 0 - 0 | Encamp                   |  | 30 de noviembre |
| Rànger's          | 1 - 3 | FC Santa Coloma          |  | 1 de diciembre  |
| Libre: Sant Julià |       |                          |  |                 |

| Sporting Club d'Escaldes | 1 - 2 | Cerni           |  | 14 de diciembre |
| Inter Club d'Escaldes    | 0 - 1 | FC Santa Coloma |  | 14 de diciembre |
| Sant Julià               | 2 - 3 | Principat       |  | 19 de febrero   |
| Encamp                   | 7 - 0 | Rànger's        |  | 25 de febrero   |
| Libre: Lusitanos         |       |                 |  |                 |

| Encamp          | 2 - 0 | Inter Club d'Escaldes    |  | 18 de enero |
| Rànger's        | 4 - 3 | Principat                |  | 18 de enero |
| Sant Julià      | 0 - 1 | Lusitanos                |  | 18 de enero |
| FC Santa Coloma | 8 - 0 | Sporting Club d'Escaldes |  | 18 de enero |
| Libre: Cerni    |       |                          |  |             |

| Sporting Club d'Escaldes | 1 - 9 | Encamp    |  | 25 de enero |
| Inter Club d'Escaldes    | 4 - 1 | Rànger's  |  | 25 de enero |
| Principat                | 1 - 0 | Lusitanos |  | 25 de enero |
| Sant Julià               | 5 - 1 | Cerni     |  | 25 de enero |
| Libre: FC Santa Coloma   |       |           |  |             |

| Lusitanos             | 5 - 2 | Cerni                    |  | 8 de febrero |
| Rànger's              | 7 - 2 | Sporting Club d'Escaldes |  | 8 de febrero |
| FC Santa Coloma       | 1 - 1 | Sant Julià               |  | 8 de febrero |
| Inter Club d'Escaldes | 3 - 2 | Principat                |  | 9 de febrero |
| Libre: Encamp         |       |                          |  |              |

| Sporting Club d'Escaldes | 2 - 3 | Inter Club d'Escaldes |  | 15 de febrero |
| Cerni                    | 2 - 2 | Principat             |  | 15 de febrero |
| Encamp                   | 2 - 0 | Sant Julià            |  | 15 de febrero |
| FC Santa Coloma          | 4 - 0 | Lusitanos             |  | 15 de febrero |
| Libre: Rànger's          |       |                       |  |               |

| Cerni                        | 0 - 7 | FC Santa Coloma          |  | 22 de febrero |
| Principat                    | 2 - 0 | Sporting Club d'Escaldes |  | 22 de febrero |
| Sant Julià                   | 3 - 1 | Rànger's                 |  | 22 de febrero |
| Lusitanos                    | 1 - 2 | Encamp                   |  | 22 de febrero |
| Libre: Inter Club d'Escaldes |       |                          |  |               |

| Inter Club d'Escaldes           | 1 - 5 | Sant Julià |  | 1 de marzo |
| FC Santa Coloma                 | 0 - 0 | Principat  |  | 1 de marzo |
| Encamp                          | 8 - 0 | Cerni      |  | 1 de marzo |
| Rànger's                        | 2 - 5 | Lusitanos  |  | 1 de marzo |
| Libre: Sporting Club d'Escaldes |       |            |  |            |

| Lusitanos        | 4 - 1  | Inter Club d'Escaldes    |  | 8 de marzo |
| Encamp           | 1 - 2  | FC Santa Coloma          |  | 8 de marzo |
| Sant Julià       | 13 - 0 | Sporting Club d'Escaldes |  | 8 de marzo |
| Cerni            | 0 - 1  | Rànger's                 |  | 8 de marzo |
| Libre: Principat |        |                          |  |            |

## Ronda por el campeonato

### Clasificación
|  |    | Equipos               | PJ | PG | PE | PP | GF | GC | Dif | Pts |
|  | -- | --------------------- | -- | -- | -- | -- | -- | -- | --- | --- |
|  | 1. | FC Santa Coloma (C)   | 22 | 14 | 7  | 1  | 58 | 14 | +44 | 49  |
|  | 2. | Encamp                | 22 | 14 | 6  | 2  | 63 | 16 | +47 | 48  |
|  | 3. | Sant Julià            | 22 | 11 | 5  | 6  | 73 | 28 | +45 | 38  |
|  | 4. | Inter Club d'Escaldes | 22 | 9  | 2  | 11 | 37 | 54 | -17 | 29  |

|  | Clasificado para la ronda previa de la Copa de la UEFA 2003-04.        |
|  | Clasificado para la primera fase de la Copa Intertoto de la UEFA 2003. |

| (C) Campeón |

#### Evolución de la clasificación
| Jornada / Equipo      | 1 | 2 | 3 | 4 | 5 | 6 |
| Jornada / Equipo      |   |   |   |   |   |   |
| --------------------- | - | - | - | - | - | - |
| FC Santa Coloma       | 1 | 1 | 1 | 1 | 1 | 1 |
| Encamp                | 2 | 2 | 2 | 2 | 2 | 2 |
| Sant Julià            | 3 | 3 | 3 | 3 | 3 | 3 |
| Inter Club d'Escaldes | 4 | 4 | 4 | 4 | 4 | 4 |

### Resultados

#### Primera vuelta
| Inter Club d'Escaldes | 1 - 3 | Encamp          |  | 22 de marzo |
| Sant Julià            | 1 - 1 | FC Santa Coloma |  | 22 de marzo |

| FC Santa Coloma | 1 - 1 | Encamp                |  | 29 de marzo |
| Sant Julià      | 5 - 0 | Inter Club d'Escaldes |  | 29 de marzo |

| FC Santa Coloma | 2 - 0 | Inter Club d'Escaldes |  | 5 de abril |
| Encamp          | 2 - 1 | Sant Julià            |  | 5 de abril |

#### Segunda vuelta
| Encamp          | 5 - 1 | Inter Club d'Escaldes |  | 12 de abril |
| FC Santa Coloma | 2 - 2 | Sant Julià            |  | 12 de abril |

| Inter Club d'Escaldes | 3 - 5 | Sant Julià          |  | 26 de abril |
| Encamp                | 0 - 0 | FC Santa Coloma (C) |  | 26 de abril |

| Sant Julià            | 2 - 3 | Encamp          |  | 3 de mayo |
| Inter Club d'Escaldes | 2 - 1 | FC Santa Coloma |  | 3 de mayo |

## Ronda por la permanencia

### Clasificación
|  |    | Equipos   | PJ | PG | PE | PP | GF | GC | Dif | Pts |
|  | -- | --------- | -- | -- | -- | -- | -- | -- | --- | --- |
|  | 1. | Lusitanos | 22 | 12 | 1  | 9  | 63 | 40 | +23 | 37  |
|  | 2. | Principat | 22 | 10 | 5  | 7  | 42 | 32 | +10 | 35  |
|  | 3. | Rànger's  | 22 | 9  | 3  | 10 | 54 | 51 | +3  | 30  |
|  | 4. | Cerni (D) | 22 | 2  | 1  | 19 | 21 | 85 | -64 | 7   |

|  | Descendido a la Segona Divisió. |

| (D) Descendido |

#### Evolución de la clasificación
| Jornada / Equipo | 1 | 2 | 3 | 4 | 5 | 6 |
| Jornada / Equipo |   |   |   |   |   |   |
| ---------------- | - | - | - | - | - | - |
| Lusitanos        | 2 | 1 | 2 | 2 | 1 | 1 |
| Principat        | 1 | 2 | 1 | 1 | 2 | 2 |
| Rànger's         | 3 | 3 | 3 | 3 | 3 | 3 |
| Cerni            | 4 | 4 | 4 | 4 | 4 | 4 |

### Resultados

#### Primera vuelta
| Lusitanos | 3 - 2 | Cerni    |  | 22 de marzo |
| Principat | 3 - 0 | Rànger's |  | 22 de marzo |

| Lusitanos | 4 - 1 | Principat |  | 29 de marzo |
| Cerni     | 0 - 5 | Rànger's  |  | 29 de marzo |

| Rànger's | 4 - 3 | Lusitanos |  | 5 de abril |
| Cerni    | 1 - 2 | Principat |  | 5 de abril |

#### Segunda vuelta
| Cerni    | 0 - 4 | Lusitanos |  | 12 de abril |
| Rànger's | 0 - 2 | Principat |  | 12 de abril |

| Principat | 0 - 2 | Lusitanos |  | 26 de abril |
| Rànger's  | 6 - 1 | Cerni     |  | 26 de abril |

| Principat | 2 - 0 | Cerni    |  | 3 de mayo |
| Lusitanos | 3 - 0 | Rànger's |  | 3 de mayo |